# Карейча Альона Іванівна
Альона Іванівна Карейча (біл. Алена Іванаўна Карэйча; нар. 13 травня 1979) — білоруська борчиня вільного стилю, дворазова бронзова призерка чемпіонатів Європи, бронзова призерка чемпіонату світу серед студентів.

## Життєпис
Боротьбою почала займатися з 1999 року.
Виступала за Спортивну школу № 7, Мінськ. Тренер — Анатолій Єрмак (з 1999).

## Спортивні результати на міжнародних змаганнях

### Виступи на Чемпіонатах світу
| Змагання                        | Збірна   | Вагова категорія          | Місце |
| ------------------------------- | -------- | ------------------------- | ----- |
| Чемпіонат світу з боротьби 2001 | Білорусь | жіноча боротьба, до 51 кг | 8     |
| Чемпіонат світу з боротьби 2002 | Білорусь | жіноча боротьба, до 51 кг | 9     |
| Чемпіонат світу з боротьби 2003 | Білорусь | жіноча боротьба, до 51 кг | 4     |
| Чемпіонат світу з боротьби 2005 | Білорусь | жіноча боротьба, до 51 кг | 17    |

### Виступи на Чемпіонатах Європи
| Змагання                         | Збірна   | Вагова категорія          | Місце  |
| -------------------------------- | -------- | ------------------------- | ------ |
| Чемпіонат Європи з боротьби 2001 | Білорусь | жіноча боротьба, до 51 кг | Бронза |
| Чемпіонат Європи з боротьби 2002 | Білорусь | жіноча боротьба, до 51 кг | 9      |
| Чемпіонат Європи з боротьби 2003 | Білорусь | жіноча боротьба, до 51 кг | 6      |
| Чемпіонат Європи з боротьби 2004 | Білорусь | жіноча боротьба, до 51 кг | Бронза |
| Чемпіонат Європи з боротьби 2005 | Білорусь | жіноча боротьба, до 51 кг | 5      |
| Чемпіонат Європи з боротьби 2006 | Білорусь | жіноча боротьба, до 51 кг | 7      |
| Чемпіонат Європи з боротьби 2007 | Білорусь | жіноча боротьба, до 51 кг | 9      |

### Виступи на Чемпіонатах світу серед студентів
| Змагання                                        | Збірна   | Вагова категорія          | Місце  |
| ----------------------------------------------- | -------- | ------------------------- | ------ |
| Чемпіонат світу з боротьби серед студентів 2005 | Білорусь | жіноча боротьба, до 51 кг | Бронза |

### Виступи на інших змаганнях
| Змагання                                                     | Збірна   | Вагова категорія          | Місце  |
| ------------------------------------------------------------ | -------- | ------------------------- | ------ |
| Олімпійський кваліфікаційний турнір з боротьби 2004 (Мадрид) | Білорусь | жіноча боротьба, до 48 кг | 10     |
| Klippan Lady Open 2005                                       | Білорусь | жіноча боротьба, до 51 кг | Срібло |
| Гран-прі Німеччини з боротьби 2005                           | Білорусь | жіноча боротьба, до 51 кг | Золото |
| Klippan Lady Open 2006                                       | Білорусь | жіноча боротьба, до 51 кг | 7      |
| Гран-прі Німеччини з боротьби 2006                           | Білорусь | жіноча боротьба, до 55 кг | 10     |
| Austrian Ladies Open 2006                                    | Білорусь | жіноча боротьба, до 55 кг | 5      |

### Виступи на змаганнях молодших вікових груп
| Змагання                                       | Збірна   | Вагова категорія          | Місце |
| ---------------------------------------------- | -------- | ------------------------- | ----- |
| Чемпіонат Європи з боротьби серед юніорів 1999 | Білорусь | жіноча боротьба, до 54 кг | 9     |